# Довбенчук Михайло Юрійович
Михайло Юрійович Довбенчук (29 вересня 1923, Косів — ?) — український майстер різьблення по дереву.

## З біографії
Народився 29 вересня 1923 року в місті Косові (нині Івано-Франківська область, Україна). Навчався різьби у Ю. Баранюка. З 1948 року працював у Косові на фабриці художніх виробів «Гуцульщина».

## Творчість
Працював у галузі художньої обробки деревини (різьблення по дереву, інкрустація). Автор декоративних тарелей, баклаг, скриньок, оправ для книг.
Роботи майстра зберігаються Музеї етнографії та художнього промислу у Львові, в Національному музеї народного мистецтва Гуцульщини та Покуття імені Йосафата Кобринського у Коломиї, Івано-Франківському краєзнавчому музеї.